# Morpho luminosa
Morpho luminosa är en fjärilsart som beskrevs av Le Cerf 1925. Morpho luminosa ingår i släktet Morpho och familjen praktfjärilar. Inga underarter finns listade i Catalogue of Life.